# Щ-301
«Щ-301» — советская дизель-электрическая торпедная подводная лодка времён Второй мировой войны, головная лодка первой советской серии средних ДПЛ (серия III). При постройке лодка получила имя «Щука», ставшее названием всего проекта Щ — «Щука».

## История корабля
Лодка была заложена 5 февраля 1930 года на заводе № 189 «Балтийский завод» в Ленинграде под строительным номером 199, спущена на воду 1 декабря 1930 года, 11 октября 1933 года вступила в строй, 14 октября 1933 года вошла в состав Морских Сил Балтийского Моря.

### Довоенная служба
- В 1939 году «Щ-301» выходила на патрулирование Финского залива,
- 14 и 15 июня 1940 года — участвовала возле острова Кери в поиске секретных  эстонских документов со сбитого финского самолёта «Калева»,
- В 1940-1941 годах прошла средний ремонт.

### Боевые походы
10 августа 1941 года «Щука» вышла в свой первый поход на позицию № 11, к шхерам у побережья Швеции. 12 августа лодка прибыла на позицию. 17 августа был обнаружен транспорт. При атаке из-за ошибки торпедистов лодка приняла забортную воду в торпедные аппараты и в результате ударилась о грунт. Чрезмерно интенсивная продувка балласта привела к выскакиванию лодки на поверхность и обнаружению лодки, а последовавший набор балласта закончился повторным ударом о грунт. За время дифферентовки транспорт успел удалиться на безопасное расстояние.
Ночью 19 августа «Щ-301» обнаружила конвой, но сама была обнаружена, освещена прожектором и атакована кораблём эскорта. Уходя от атаки лодка сорок минут провела под водой, после чего эскорт удалился, а транспорт стал на якорь. «Щ-301» атаковала транспорт двумя паровыми торпедами типа 53-27, которые не обладали высокой надёжностью. Командир идентифицировал последовавшие взрывы как потопление транспорта водоизмещением 8000 брт, тогда как атакованный немецкий транспорт «Зеда Фритцен» (288 брт) не пострадал. Взрыв торпед оказался преждевременным.
23 августа торпедная атака была сорвана из-за самопроизвольного запуска двигателя торпеды в аппарате, а 24 августа после залпа были зафиксированы взрывы, оценённые командиром как потопление транспорта в 4000 брт, тогда как по информации шведской стороны с эскортирующего эсминца был зафиксирован след торпеды, а конвой не пострадал. С 25 по 27 августа «Щука» наблюдала за манёврами нейтрального шведского флота, пока не была отозвана на базу в связи с планировавшимся перебазированием в Ленинград.

### Последний переход
28 августа лодка вернулась с похода в Таллин и, не обнаружив советских кораблей, в тот же день самостоятельно направилась в Кронштадт, догнав спасательное судно «Нептун». в 21:15 кормовая часть лодки подорвалась на мине заграждения «F-22», выставленного финскими заградителями. «Щука» осталась на плаву, но получила тяжёлые повреждения ходовой части и корпуса, из-за деформации прочных переборок вода распространялась всё дальше по отсекам. Погибли 22 члена экипажа.
Командир посчитал, что борьба за живучесть бесполезна и приказал покинуть корабль. Подоспевший буксир принял на борт 12 выживших подводников, контуженного командира подняли чуть позже на малый охотник. Примерно в 21:30 лодка приняла вертикальное положение и быстро затонула. Катер передал подводников на транспорт «Вирония», один из эвакуированных умер на борту.
В ту же ночь «Вирония» подорвалась на минах. Из экипажа «Щ-301» выжили только двое: командир лодки капитан-лейтенант Грачёв Иван Васильевич и трюмный краснофлотец Пивоваров Леонид (Алексей) Васильевич. Оба погибли в июне 1942 года на «Щ-405».

## Командиры лодки
- декабрь 1932 —  март 1935 — А. П. Шергин
- март 1936 — май 1937 — Г. Н. Тутышкин
- февраль — апрель 1938 — К. И. Малафеев
- январь 1940 — июнь 1941 — Г. А. Гольдберг
- 10 июня 1941 — 28 августа 1941 — Иван Васильевич Грачёв